# Шевченко Федір Павлович
Фе́дір Па́влович Шевче́нко (24 серпня 1914, Дунаївці — 1 листопада 1995) — український історик. Член-кореспондент АН УРСР (1969), доктор історичних наук (з 1964), професор (1968).

## Біографія
Родом із села Дунаївці Подільської губернії (нині місто, райцентр Хмельницької області, Україна).
У 1933—1937 роках — студент, у 1937—1940 — аспірант Московського історико-архівного інституту.
У 1940—1941 роках директор Чернівецького обласного державного архіву, після початку війни — директор Краснодарського крайового державного архіву. У 1942—1943 роках завідував архівом РНК, очолював наукововидавничий відділ Архівного управління НКВС Узбецької РСР.
У 1943 році захистив кандидатську дисертацію на тему «Російські воєводи в Україні (Нариси взаємовідносин України з Росією в другій половині XVII ст.)».
У 1963 році захистив докторську дисертацію з монографії «Політичні та економічні зв'язки України з Росією в середині XVII ст.» (1959).
Працював:
- завідувачем кафедрою архівознавства і доцентом Київського університету (1944—1950);
- заступником голови Комісії з історії Великої вітчизняної війни АН УРСР (1950—1952);
- головним редактором «Українського історичного журналу» (1957—1972);
- завідувачем відділами допоміжних історичних дисциплін (1960—1963) та історіографії і джерелознавства (1963—1968) Інституту історії АН;
- заступником директора Інституту історії АН (1964—1967);
- директором Інституту археології АН України (1968—1972);
- старшим науковим співробітником (1972—1982);
- завідувачем сектором історичної географії та картографії (1982—1987);
- головним науковим співробітником (1987—1995) Інституту історії АН України.Могила Федора Шевченка, Байкове кладовище

Могила Федора Шевченка, Байкове кладовище

У 1966 році опублікував статтю «Чому Михайло Грушевський повернувся на Радянську Україну?», взявши таким чином участь у частковій реабілітації Михайла Грушевського в УРСР у 1960-х роках. В 1972 році, на хвилі посилення контролю, боротьби з інакодумством та репресій, Федора Шевченка було звільнено з посади директора ІА АН УРСР та виведено з редколегій кількох наукових видань. Йому закидали наявність у його науковій діяльності «випадків відходу від класових, інтернаціоналістських позицій в оцінці окремих історичних подій» та «політичну незрілість».
Онука — британський експерт з конфліктології та письменниця Анна Шевченко.
В останні роки життя мав проблеми з серцем. Востаннє виступив з доповіддю за тиждень до смерті, на Міжнародній науковій конференції «Богдан Хмельницький та його доба». Помер на 82-му році життя 1 листопада 1995 року. Похований разом з дружиною на Байковому кладовищі (ділянка № 49а, 50°25′1.55″ пн. ш. 30°30′5.05″ сх. д. / 50.4170972° пн. ш. 30.5014028° сх. д.).

## Наукова діяльність

Меморіальна дошка Федіру Шевченку на вулиці Михайла Грушевського, 4 у Києві

Федір Павлович Шевченко — дослідник широкого діапазону, його наукові інтереси були зосереджені головним чином на вивченні соціально-політичних проблем історії України XVII—XX ст. Виховав чимало молодих істориків, всіляко підтримував ініціативи, спрямовані на поглиблене висвітлення минулого України.
Основні праці
- Історичні студії: Збірка вибраних праць і матеріалів (До 100-річчя від дня народження) / Ред. кол.: В. Смолій (голова), Г. Боряк, Л. Дубровіна, В. Попик, О. Удод; Упоряд. і ком.: С. Батуріна, С. Блащук, І. Корчемна, О. Ясь; Інститут історії України НАН України, Інститут рукопису Національної бібліотеки України імені В. І. Вернадського. — К.: Інститут історії України, 2014. — 700 с.
- 1954 — «Історичне значення віковічної дружби українського та російського народів».
- 1958 — Лук'ян Кобилиця / Ф. П. Шевченко; Акад. наук Укр. РСР, Ін-т історії АН УРСР. — Київ : АН УРСР, 1958. — 204 с..
- 1959 — Політичні та економічні зв'язки України з Росією в середині XVII ст / АН Української РСР. Інститут історії. — Київ : АН УРСР, 1959. — 500 с..
- 1964 — Дипломатична служба на Україні під час визвольної війни 1648-1654 рр. // Історичні джерела та їх використання / Ред. кол.: І. Л. Бутич, І. П. Крип'якевич, Ф. П. Шевченко, К. Ф. Мартьянов (відп. секр). АН Української РСР. Інститут історії; Архівне управління при Раді міністрів Української РСР. — 1. — Київ : Наукова думка, 1964. — С. 81—113..

Упорядник і редактор збірки «Селянський рух на Буковині в 40-их pp. XIX ст.», співредактор «Документів Богдана Хмельницького», відповідальний редактор щорічника «Історіографічні дослідження в Українській РСР» (1968) та один з редакторів щорічника «Історичні джерела та їх використання» (1964—1972).
Співавтор (поруч із Ф. Ястребовим) першого тому «Історії Української РСР».